# Hiroshi Michinaga
Hiroshi Michinaga, född 8 oktober 1956, är en bågskytt från Japan, som tog OS-silver vid bågskyttetävlingar i bågskytte vid olympiska sommarspelen 1976.